# Sony Ericsson Open 2011
Sony Ericsson Open 2011 (також відомий як Miami Masters 2011) - чоловічий і жіночий тенісний турнір, що проходив на відкритих кортах з твердим покриттям. Це був 27-й за ліком Мастерс Маямі. Належав до категорії Мастерс у рамках Туру ATP 2011, а також Premier Mandatory у рамках Туру WTA 2011. Відбувся в Tennis Center at Crandon Park у Маямі (США). Тривав з 22 березня до 3 квітня 2011 року.

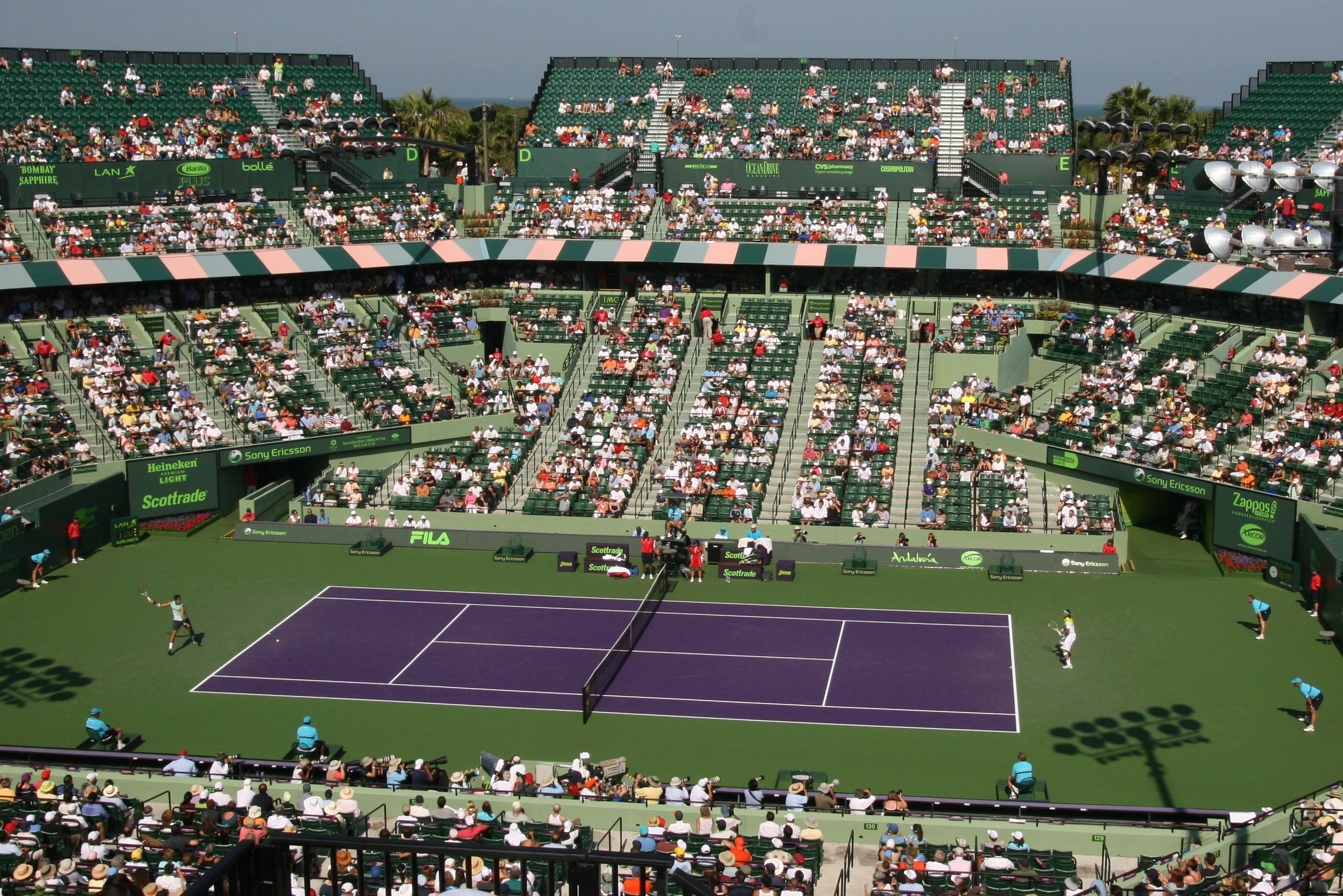

## Очки і призові

### Нарахування очок
| Стадія      | Чоловіки, одиночний розряд | Чоловіки, парний розряд | Жінки, одиночний розряд | Жінки, парний розряд |
| ----------- | -------------------------- | ----------------------- | ----------------------- | -------------------- |
| Перемога    | 1000                       | 1000                    | 1000                    | 1000                 |
| Фінал       | 600                        | 600                     | 700                     | 700                  |
| півфінал    | 360                        | 360                     | 450                     | 450                  |
| чвертьфінал | 180                        | 180                     | 250                     | 250                  |
| 1/8 фіналу  | 90                         | 90                      | 140                     | 140                  |
| 1/16 фіналу | 45                         | 45                      | 80                      | 80                   |
| 1/32 фіналу | 25 (10)                    |                         | 50                      |                      |
| 1/64 фіналу | 10                         | –                       | 5                       | –                    |
| кваліфаєр   | 12                         | –                       | 30                      | –                    |

### Призові гроші
Сукупний обов'язковий призовий фонд становив по $4,500,000 для чоловічої та жіночої частини турніру.
| Стадія                       | Чоловіки, одиночний розряд | Чоловіки, парний розряд | Жінки, одиночний розряд | Жінки, парний розряд |
| ---------------------------- | -------------------------- | ----------------------- | ----------------------- | -------------------- |
| Перемога                     | $611,000                   | $200,200                | $700,000                | $237,000             |
| Фінал                        | $298,200                   | $97,700                 | $350,000                | $118,500             |
| півфінал                     | $149,450                   | $49,970                 | $150,000                | $51,000              |
| чвертьфінал                  | $76,195                    | $24,960                 | $64,700                 | $22,000              |
| 1/8 фіналу                   | $40,160                    | $13,160                 | $32,000                 | $11,500              |
| 1/16 фіналу                  | $21,495                    | $7,040                  | $18,740                 | $4,000               |
| 1/32 фіналу                  | $11,605                    | –                       | $11,500                 | –                    |
| Round of 96                  | $7,115                     | –                       | $7,050                  | –                    |
| Фінальний раунд кваліфікації | $2,120                     | –                       | $2,100                  | –                    |
| 1-й раунд кваліфікації       | $1,085                     | –                       | $1,050                  | –                    |